# Сухоцвіт російський
Сухоцвіт російський, сухоцвіт руський (Gnaphalium rossicum) — вид рослин з родини айстрових (Asteraceae), поширений у східно-центральній та східній Європі, у західній Азії.

## Опис
Однорічна рослина 10–20 см. Стебло густо-біло-повстяне, з розлогими гілками. Листки довгасто-оберненояйцевидні або довгасто-лопатоподібні. Складне суцвіття — клубок. Маточкових ниткоподібних квіток у кошику до 150. Чубчик з 5–8 окремо опадаючих волосків.

## Поширення
Поширений у східно-центральній та східній Європі (Литва, Молдова, Росія, Словаччина, Україна), у західній Азії (Грузія, Вірменія, Азербайджан, Казахстан).
В Україні вид зростає на берегових пісках, піщаних наносах, рідше біля доріг, на полях — Лісостепу (південь) і Степу, б.-м. зазвичай.